# Harry Spiegel
Harry Spiegel (geboren am 18. November 1910 in Wien, Österreich-Ungarn; gestorben am 22. Jänner 2000 ebenda) war ein österreichischer Politoffizier. Er war unter anderem Mitglied der Internationalen Brigaden und der Résistance.

## Leben
Harry Spiegel wurde 1910 als Kind gutbürgerlicher Eltern geboren. Bereits als Jugendlicher interessierte er sich für linke soziale Bewegungen. 1932 trat er der Kommunistischen Partei Österreichs (KPÖ) bei. 1936 kam er wegen Verdachts des Hochverrats drei Wochen Haft. Im Juni 1937 ging er nach Spanien und schloss sich im Spanischen Bürgerkrieg den Internationalen Brigaden und ihrem Kampf gegen den Faschismus an. Er war Politkommissar im 4. Bataillon der 11. Interbrigade. Bei der Ebroschlacht wurde er verwundet. Im britischen Hospital von Mataró lernte er die amerikanische Krankenschwester Irene Goldin kennen und heiratete sie im September 1938.
Nach der Niederschlagung der Spanischen Republik gelang dem Paar die Emigration nach Frankreich. Spiegel wurde zunächst als „feindlicher Ausländer“ interniert, dank Intervention seiner Frau jedoch wieder freigelassen. In Château de la Guette bei Paris betreuten die Spiegels, die selbst Juden waren, jüdische Flüchtlingskinder aus Deutschland und Österreich. Nach der anschließenden Besetzung Frankreichs durch die deutsche Wehrmacht flohen sie in den „freien“ Teil des Landes, wo Harry Spiegel sich als Holzfäller und Köhler verdingte und seine Frau den Sohn Peter gebar. Sie schlossen sich der Résistance in Marseille an. Ab Jänner 1943 war er als „Henri Verdier“ im Rahmen der österreichischen Widerstandsgruppe in der Resistance Dolmetscher in der Bauaufsicht der Deutschen Kriegsmarine in Marseille.
1945 gelangte er über Jugoslawien zurück nach Österreich, 1948 kam seine Frau nach einem USA-Aufenthalt zu ihm nach Wien. Spiegel arbeitete wieder für die KPÖ. Er war Personalchef von USIA-Betrieben, Handelsvertreter und Geschäftsmann. In den 1980er Jahren engagierte er sich im Vorstand des Werkstätten- und Kulturhauses WUK in Wien-Alsergrund und gründete dort 1985 die „Psychopannenhilfe“, die er bis zu seinem Tod leitete. Spiegel wurde am Sieveringer Friedhof (Gruppe 36, Nummer 18) in Wien bestattet.

## Film
- Aufzeichnungen zum Widerstand, Dokumentarfilm über Harry Spiegel von Martin Krenn, Drehbuch Nina Maron und Martin Krenn, Produktion Martin Krenn und Amour Fou Filmproduktion, Distribution Poool Filmverleih,[10] A 2006, 65 Minuten.[11]